# Salamandra (género)
Las salamandras (Salamandra) son un género de anfibios urodelos que se distribuyen por el hemisferio norte, centro y sur de Europa, oeste de Asia y noroeste de África. Presentan cuatro extremidades con cinco dedos en las posteriores y cuatro en las anteriores, una cola en cada etapa de su desarrollo y por lo general patrones cromáticos llamativos en la piel como medio de disuasión ante potenciales depredadores (coloración aposemática).

## Especies
- Salamandra algira, Bedriaga, 1883.
- Salamandra atra, Laurenti, 1768.
- Salamandra corsica, Savi, 1838.
- Salamandra infraimmaculata, Martens, 1885.
- Salamandra lanzai, Nasceti, Andreoni, Capulla y Bullini, 1988.
- Salamandra longirostris, Joger and Steinfartz, 1994.
- Salamandra salamandra, Linnaeus, 1758.